# 信息管理
資訊管理（Information Management，簡稱IM）是從一個或多個來源中蒐集並管理資訊，並分配這些資訊給一個或更多的人閱讀。這有時會牽涉到支配或有權力去獲得這些資料。管理意味著組織管理以及支配資料的結構、處理和傳送等。
1970年代，紙本文件、其他媒體與記錄的歸檔、檔案管理與生命週期管理受到極大的限制。
簡而言之，資訊管理包括組織、擷取、取得和維護信息。

## 資訊管理概念
1. 資訊處理的降低需要
  1. 環境管理
2. 增加組織的資訊處理能力
  1. 建立橫向關係
  2. 縱向資訊系統

## 資訊管理三個角度的定義
1. 從管理對象：資訊管理的對象是資訊和資料的管理，資訊的管理是以微觀的角度去看，不同於一般的管理，資訊具有時效性，一份資訊若能及時提供，變得很有價值，但若不能及時提供，則沒有價值，因此企業組織會對資訊進行過濾、濃縮、解釋等動作。而資料的管理則是從企業總觀的角度，就是管理組織中的資訊，包含建立資料庫、編碼、建立索引、更新、查詢等。
2. 從組織目的：組織採用資訊與資訊科技產品的目的是為了支援組織的活動。而當組織引用資訊科技所產生的問題、分析其原因，並解決問題的法，也就是一個組織在引用資訊技術前後，組織上的流程、授權、結構上是否發生改變，並依其變化分析、討論。
3. 從企業功能面：資訊管理是討論組織中資訊資源的管理問題，資訊資源包含資訊科技產品和專業人員亦即設備管理和人事管理。

- 設備管理包含設備需求規劃、設備的選購、使用以及維修，設備需求規劃是最基本的工作，需要了解組織活動，以確定活動需要使用那些資訊科技產品，並加以分析產品是否可行，可以從經濟、技術與作業三個方面評斷，並了解產品的趨勢和規格容量，如果組織資源有限，則須將必須使用資訊科技產品的項目排定優先順序。設備的選購就是從所有市面上的資訊科技產品中，找尋最適合的品牌。設備的使用即讓使用者學會如何操作及遇到問題如何處理並確保資料及設備的安全。設備的維修雖然大部分由供應商提供，但是像是電腦軟體的維護則非如此，需要耗費大量的人力和精力去設計以及管理。
- 人員管理：不同於傳統的人事管理理論，資訊科技相關人員的管理尚需考慮不同類型的資訊科技專業人員需要具備不同的知識以及技術，且如何去培訓、監督和評估這些專業人員的工作績效都有特定的技術與工具。常見的資訊科技專業人員有系統分析師、程式設計師、系統工程師、資料庫管理師、網路工程師、網路應用系統設計人員、電腦操作人員、資料輸入操作人員。

## 外部連結
- 資訊管理論文報告
- "Information Management Body of Knowledge" (Offers a 170pp freely-distributable broadly-based examination of IM issues （页面存档备份，存于）